# Katy Bødtger
Katy Bødtger (Kopenhagen, 28 december 1932 – 1 mei 2017) was een  Deense zangeres. Ze werd vooral bekend door haar deelname aan het Eurovisiesongfestival 1960.

## Loopbaan
Bødtger won in 1960 de Dansk Melodi Grand Prix met het lied "Det var en yndig tid" (Het was een geweldige tijd). Later dat jaar zong Bødtger het lied tijdens het Eurovisiesongfestival. Ze werd uiteindelijk tiende met vier punten, evenveel als de Zweedse deelneemster Siw Malmkvist.
In 1961 deed Bødtger weer mee aan de Dansk Melodi Grand Prix. Ze zong het liedje Hamlet maar ze kon deze editie niet winnen. Ze werd vijfde met 0 punten.
Bødtger overleed in 2017 op 84-jarige leeftijd.
1957: Birthe Wilke & Gustav Winckler · 
1958: Raquel Rastenni · 
1959: Birthe Wilke · 
1960: Katy Bødtger · 
1961: Dario Campeotto · 
1962: Ellen Winther · 
1963: Grethe & Jørgen Ingmann · 
1964: Bjørn Tidmand · 
1965: Birgit Brüel · 
1966: Ulla Pia · 
1978: Mabel · 
1979: Tommy Seebach · 
1980: Bamses Venner · 
1981: Tommy Seebach & Debbie Cameron · 
1982: Brixx · 
1983: Gry Johansen · 
1984: Hot Eyes · 
1985: Hot Eyes · 
1986: Trax · 
1987: Anne Cathrine Herdorf & Bandjo · 
1988: Hot Eyes · 
1989: Birthe Kjær · 
1990: Lonnie Devantier · 
1991: Anders Frandsen · 
1992: Lotte Nilsson & Kenny Lübcke · 
1993: Tommy Seebach Band · 
1995: Aud Wilken · 
1997: Kølig Kaj · 
1999: Michael Teschl & Trine Jepsen · 
2000: Olsen Brothers · 
2001: Rollo & King · 
2002: Malene · 
2004: Tomas Thordarson · 
2005: Jakob Sveistrup · 
2006: Sidsel Ben Semmane · 
2007: DQ · 
2008: Simon Mathew · 
2009: Niels Brinck · 
2010: Chanée & N'evergreen · 
2011: A Friend in London · 
2012: Soluna Samay · 
2013: Emmelie de Forest · 
2014: Basim · 
2015: Anti Social Media · 
2016: Lighthouse X · 
2017: Anja Nissen · 
2018: Rasmussen · 
2019: Leonora · 
2021: Fyr & Flamme · 
2022: REDDI · 
2023: Reiley · 
2024: Saba · 
2025: Sissal